# Mistaria leucopyga niangarensis
Mistaria leucopyga niangarensis is een spinnenondersoort in de taxonomische indeling van de trechterspinnen (Agelenidae).
Het dier behoort tot het geslacht Mistaria. De wetenschappelijke naam van de soort werd voor het eerst geldig gepubliceerd in 1927 door Roger de Lessert.